# Rufus Griswold
Pour les articles homonymes, voir Griswold.
Le révérend Rufus Wilmot Griswold (15 février 1812 - 12 août 1857) est un anthologiste, directeur de publication, poète et critique littéraire américain, surtout célèbre pour son hostilité envers Edgar Allan Poe.
Né dans le Vermont, Griswold quitte le foyer parental à l'âge de 15 ans et travaille comme journaliste, rédacteur en chef et critique à Philadelphie, New York et ailleurs. Il se bâtit une forte réputation littéraire, en partie grâce à son recueil de 1842 The Poets and Poetry of America. Cette anthologie, la plus complète de son temps, comprend ce qu'il considère être les meilleurs exemples de la poésie américaine. Il publie ensuite plusieurs versions révisées et des anthologies similaires jusqu'à la fin de ses jours : bien que nombre des poètes qu'il a promus aient depuis sombré dans l'obscurité, beaucoup de ses contemporains poètes avaient l'espoir de voir leur œuvre intégrée dans l'une de ces éditions, même s'ils jugeaient durement le caractère abrasif de Griswold.
Edgar Allan Poe, dont la poésie a été incluse dans l'anthologie de Griswold dès la première édition, a publié une étude critique qui mettait en doute la validité du choix des poètes adoptés. Ces critiques sont à l'origine de la rivalité qui a opposé les deux hommes, après que Griswold a succédé à Poe comme rédacteur en chef du Graham's Magazine avec un salaire supérieur à celui de Poe. Plus tard, les deux hommes se sont disputé les faveurs de la poétesse Frances Sargent Osgood. Ils ne se sont jamais réconciliés et, après la mort d'Edgar Allan Poe en 1849, Griswold en a profité pour écrire une nécrologie assassine. Prétendant être l'exécuteur littéraire de Poe, il a ensuite engagé une véritable campagne de diffamation pour nuire à la réputation de Poe, qu'il a poursuivi jusqu'à sa propre mort, huit ans plus tard.
Griswold se considérait lui-même comme un expert en matière de poésie américaine, dont il était l'un des premiers à défendre l'entrée dans les programmes scolaires. Il a également défendu l'introduction d'une législation sur le copyright, intervenant même au Congrès au nom de l'industrie de l'édition, tout en se livrant au piratage des œuvres d'autrui. Un collègue directeur a remarqué que, « dans le même temps qu'il sermonne le plus fort, [il] est le plus prompt à détourner ».
Griswold a été marié trois fois : sa première épouse est morte jeune, son deuxième mariage a fini dans un procès public et controversé, et sa troisième épouse l'a quitté après un divorce manqué.

## Biographie

### Jeunesse
Griswold naît 15 février 1812 à Benson, près de Rutland, dans le Vermont. Élevé dans un Calvinisme dans le hameau de Benson, il est le douzième de quatorze enfants, et son père est un fermier et un cordonnier. En 1822, la famille vend la ferme de Benson et s'installe près d'Hubbardton. Enfant, Griswold est complexé, imprévisible et imprudent. Il quitte le foyer familial à l'âge de 15 ans, se qualifiant lui-même d'« âme solitaire, errant à travers le monde, un sans-abri, sans joie, proscrit ».
Griswold s'installe à Albany (New York), où il vit avec un journaliste joueur de flûte de 22 ans du nom de George C. Foster, un écrivain plus connu pour son ouvrage New-York by Gas-Light. Âgé de moins de 17 ans, Griswold vit avec Foster, avec lequel il a peut-être une relation romantique. Quand Griswold s'éloigne, Foster lui écrit pour mendier son retour, signant sa lettre « Viens à moi si tu m'aimes ». Griswold tente de s'enrôler à l'École Rensselaer en 1830, mais il n'est pas autorisé à intégrer une classe après qu'il a été attrapé tentant de jouer un tour à un professeur.

### Débuts et premier mariage

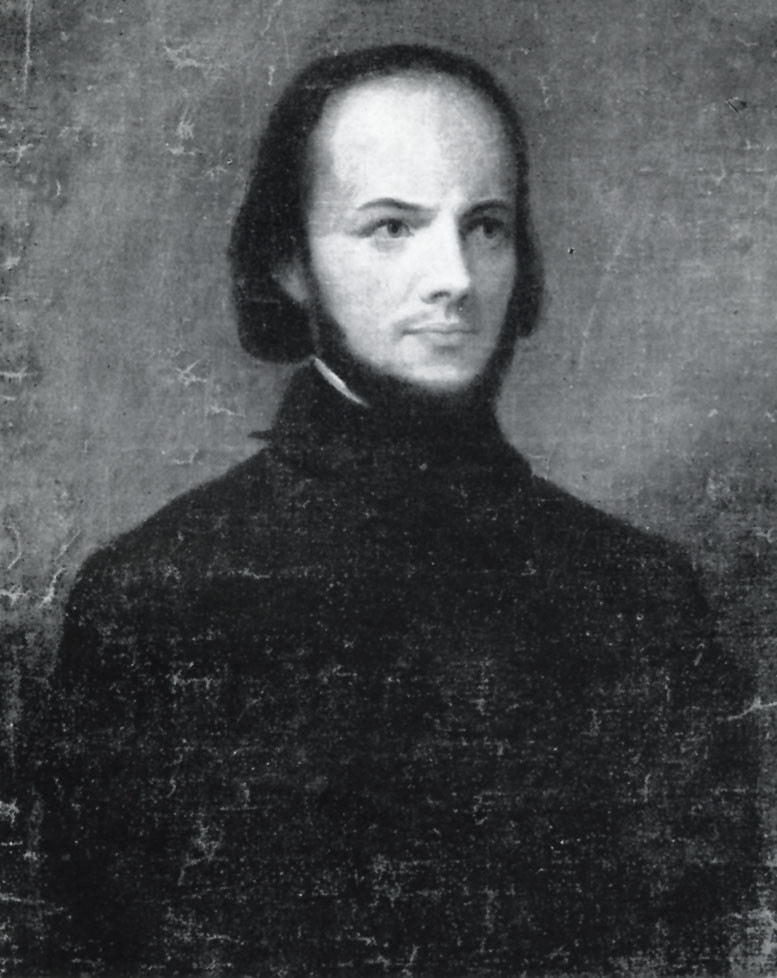
Griswold, vers 1840

Après un bref passage comme apprenti imprimeur, Griswold s'installe à Syracuse, où, avec plusieurs amis, il lance un journal baptisé The Porcupine. Cette publication vise délibérément une audience locale.
Il s'installe à New York en 1836 et, en mars de cette année, est introduit, à 19 ans, auprès de Caroline Searles, avec laquelle il se mariera plus tard. Il est employé comme rédacteur en chef dans diverses publications de la région de New York. En octobre, il envisage de poser sa candidature pour un poste en tant que Whig mais ne reçoit pas le soutien du parti. En 1837, il obtient sa licence de pasteur baptiste, bien qu'il n'ait jamais obtenu de charge permanente.
Griswold épouse Caroline le 12 août 1837, et le couple a deux filles. Après la naissance de leur seconde fille, Griswold quitte sa famille, restée à New York, et s'installe à Philadelphie. Son départ, le 27 novembre 1840, est, selon tous les témoignages, abrupt, laissant son emploi au New York Tribune d'Horace Greeley et sa bibliothèque de plusieurs milliers de volumes. Il rejoint l'équipe du Daily Standard de Philadelphie et commence à se bâtir une réputation de critique littéraire, commençant à être connu pour sa férocité et son caractère vindicatif.

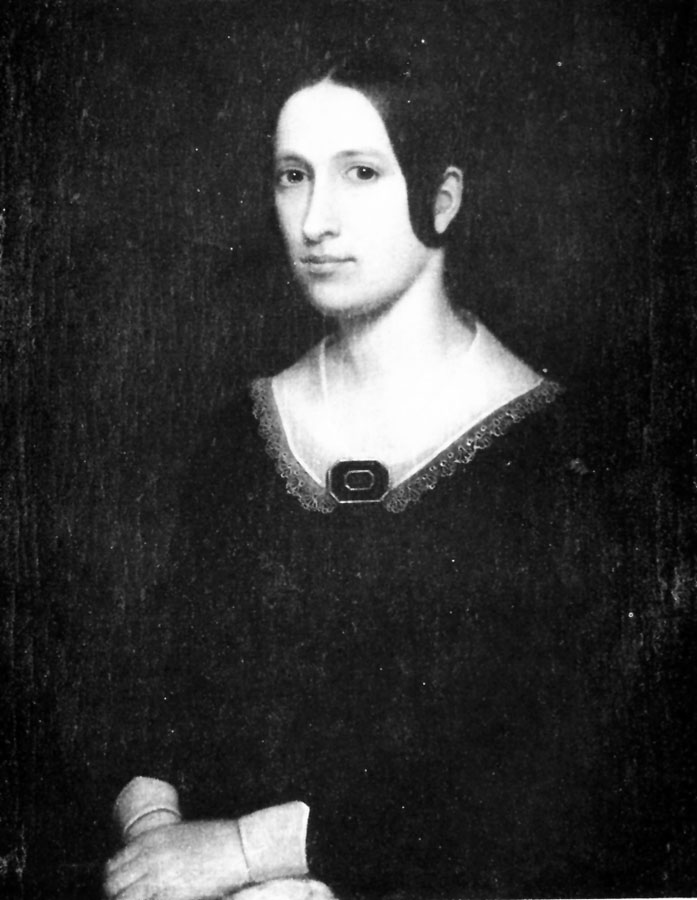
Caroline Searles, première épouse de Griswold (1840)

Le 6 novembre 1842, Griswold visite son épouse à New York après qu'elle a accouché de leur troisième enfant, un garçon. Trois jours plus tard, après son retour à Philadelphie, il est informé de la mort de la mère et de l'enfant. Profondément choqué, Griswold fait le voyage en train à côté de son cercueil, refusant de la laisser pendant trente heures. Quand ses compagnons de voyage lui recommandent vivement de tenter de se reposer, il répond par un baiser sur ses lèvres mortes, ses deux enfants pleurant près de lui. Il refuse de quitter le cimetière après ses funérailles, même après le départ des autres parents, avant d'être forcé par un parent à le suivre,. Il écrit un long poème en vers blancs dédié à Caroline, « Cinq jours », qui est imprimé dans le New York Tribune le 16 novembre 1842. Griswold a du mal à croire qu'elle est morte et rêve souvent à leur réunion. Quarante jours après sa mise au tombeau, il pénètre dans son caveau, coupant une mèche de ses cheveux, l'embrasse sur le front et les lèvres et pleure pendant plusieurs heures, restant à ses côtés jusqu'à ce qu'un ami le trouve, trente heures plus tard.

### Anthologiste et critique

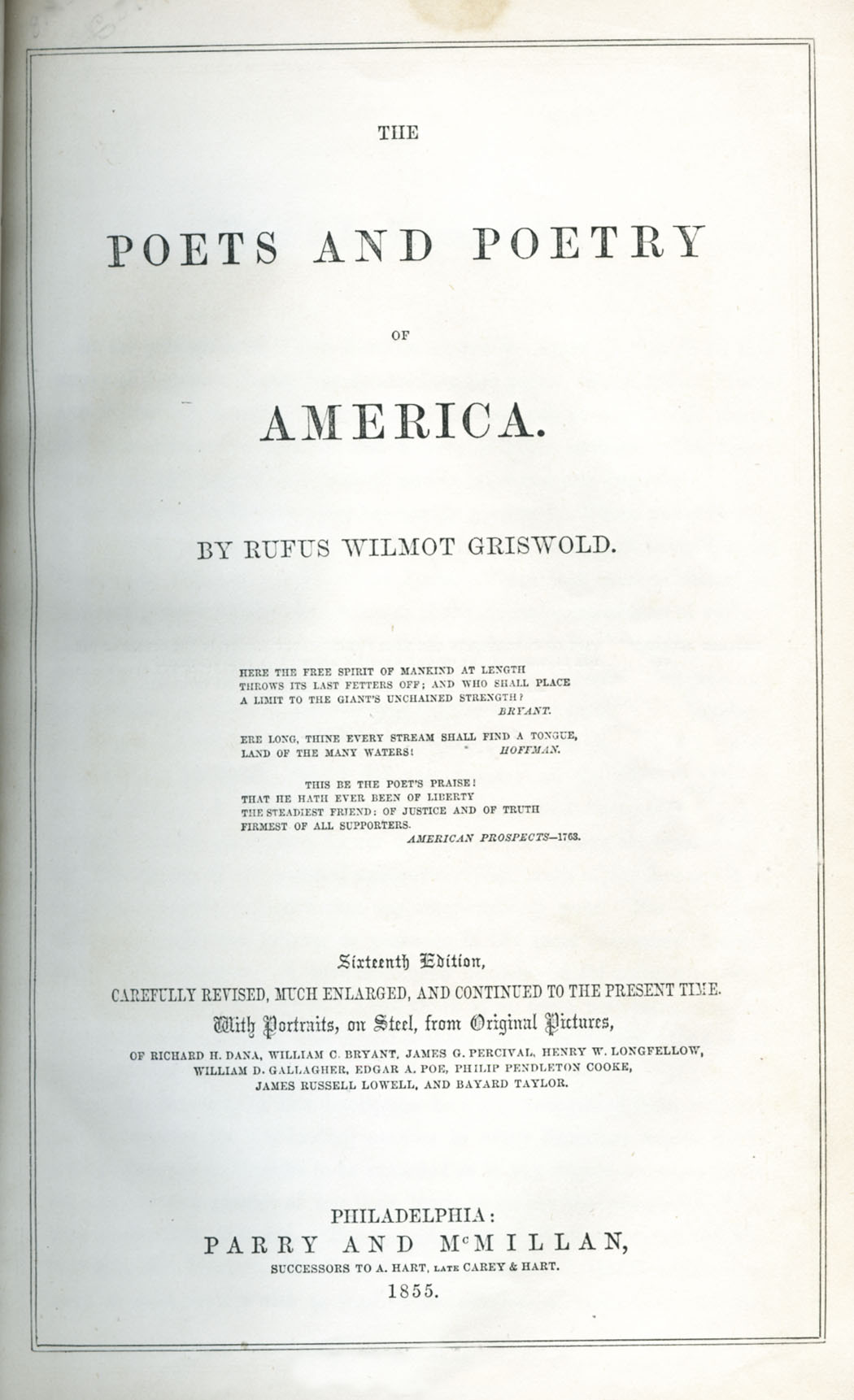
Page-titre de l'édition de 1855 de The Poets and Poetry of America

En 1842, Griswold sort son anthologie sur la poésie américaine de 476 pages, The Poets and Poetry of America, dédiée à Washington Allston. Le recueil de Griswold présente les poèmes de plus de 80 auteurs, notamment 17 de Lydia Sigourney, trois d'Edgar Allan Poe et 45 de Charles Fenno Hoffman (en). Hoffman, un ami intime, dispose de deux fois plus de place qu'aucun autre auteur. Griswold écrit de nombreux autres anthologies, notamment Biographical Annual, qui réunit les mémoires des « personnes éminentes récemment décédées », Gems from American Female Poets, Prose Writers of America et Female Poets of America. En préparant ces anthologies, il écrirait aux auteurs vivants dont il inclut les œuvres pour demander leurs suggestions sur les poèmes à inclure, aussi bien que pour rassembler des informations pour une notice biographique.
En 1843, Griswold fonde The Opal, un livre-cadeau annuel recueillant essais, histoires et poésie. Nathaniel Parker Willis édite sa première édition, qui sort fin 1844. Pendant un temps, Griswold est rédacteur en chef du Saturday Evening Post et publie un recueil de ses propres poèmes originaux, The Cypress Wreath (1844). Ses poèmes, avec des titres comme « The Happy Hour of Death », « On the Death of a Young Girl » et « The Slumber of Death », insistent sur la mortalité et le deuil. Un autre recueil de ses poèmes, Christian Ballads and Other Poems, paraît en 1844, et un livre de non-fiction, The Republican Court, or American Society in the Days of Washington, en 1854. Durant cette période, Griswold offre de temps à autre ses services pour délivrer des sermons en chaire et peut avoir reçu un doctorat honoraire du Shurtleff College, une institution baptiste de l'Illinois, sous le nom de « révérend Dr. Griswold ».

### Deuxième mariage
Le 20 août 1845, Griswold se marie avec Charlotte Myers, une femme d'obédience juive; elle a 42 ans et lui 29. Griswold a été poussé au mariage par les tantes de sa femme, en dépit de ses inquiétudes au sujet de leurs différences en matière de foi religieuse. Ces différences sont assez fortes pour que l'un des amis de Griswold ne parle de son épouse que comme de « la petite Juive ». Lors de leur nuit de noces, il découvre qu'elle est, selon son biographe Joy Bayless, « du fait de diverses infortunes d'ordre physique, incapable d'être une épouse » ou, comme l'explique le biographe de Poe Kenneth Silverman, incapable d'avoir des relations sexuelles. Griswold considère le mariage comme nul et pas plus valide que si « la cérémonie avait eu lieu entre des partis de même sexe, ou que le sexe de l'un était douteux ou ambigu. » Néanmoins, le couple s'installe ensemble à Charleston (Caroline du Sud), ville où se trouve la demeure de Charlotte, et vit sous le même toit, tout en dormant dans des chambres séparées. Cette situation ne satisfait aucun des deux, et, à la fin d'avril 1846, elle fait rédiger par un juriste un contrat « de séparation, complet et pour toujours, [...] qui serait en fait un divorce ». Le contrat défend à Griswold de se remarier et il paie 1 000 $ en échange des frais afin que sa fille Caroline demeure avec la famille Myers. Après leur séparation, Griswold repart immédiatement pour Philadelphie.

### Installation à New York
Quelques années plus tard, Griswold retourne à New York, laissant sa plus jeune fille aux soins de la famille Myers et sa fille aînée, Emily, avec des parents du côté de sa mère. Il gagne alors le surnom de « Grand Turk » et, à l'été 1847, fait des projets en vue d'éditer une anthologie des poétesses américaines. Cette même année, Griswold commence à travailler sur ce qu'il considère comme « le maximum opus de sa vie », un dictionnaire biographique de grande envergure. Bien qu'il travaille dessus pendant plusieurs années et en fasse même la réclame, il ne l'a jamais publié. Il aide également Elizabeth F. Ellet à publier son livre Women of the American Revolution et se met en colère quand il découvre qu'elle se refuse à signaler son assistance dans le livre. En juillet 1848, il rend visite à la poétesse Sarah Helen Whitman à Providence (Rhode Island), bien qu'il souffre de vertiges et d'épuisement, qu'il quitte rarement son appartement à l'Université de New York et qu'il soit incapable d'écrire sans prendre de l'opium. À l'automne de cette année, il a une crise d'épilepsie, la première d'une nombreuse série dont il souffre jusqu'à la fin de ses jours. Lors d'une de ces crises, il tombe d'un ferry à Brooklyn et manque de se noyer. Il écrit à l'éditeur James Thomas Fields : « Je suis dans un état terrible, physiquement et mentalement. Je ne sais quelle sera la fin... Je suis épuisé — entre la vie et la mort — et le paradis et l'enfer ». En 1849, son inquiétude s'accroît quand Charles Fenno Hoffman, avec lequel il était devenu un bon ami, est enfermé dans un asile d'aliénés.
Il continue à diriger et rédiger des critiques littéraires pour diverses publications, à plein temps aussi bien qu'en indépendant, travaillant notamment 22 mois du 1er juillet 1850 au 1er avril 1852 pour The International Magazine. Là, il travaille avec des contributeurs comme Elizabeth Oakes Smith (en), Mary Elizabeth Hewitt (en) et John Richardson Thompson (en). Le 10 novembre 1855, dans The Criterion, Griswold éreinte Feuilles d'herbes de Walt Whitman, dénonçant l'œuvre comme « une masse de stupide saleté ». Il suggère également, en latin, que Whitman est homosexuel, affirmant que « cet horrible péché ne peut être mentionné parmi les Chrétiens ». Whitman décide d'inclure la critique dans une édition tardive de son recueil, peut-être pour montrer combien il est lui-même éloigné des conventions. Griswold est l'un des premiers, au XIXe siècle à suggérer l'homosexualité de Whitman dans un texte imprimé.

### Divorce et troisième mariage

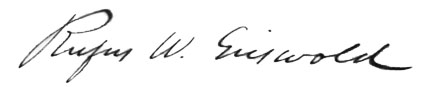
Signature de Rufus Wilmot Griswold

Après un bref flirt avec la poétesse Alice Cary, Griswold entretient une relation avec Harriet McCrillis. Il ne voulait d'abord pas divorcer de Charlotte Myers car il « redoutait la publicité » et parce qu'elle aimait sa fille. Il demande le divorce auprès de la Cour des Causes communes de Philadelphie le 25 mars 1852. Elizabeth Ellet et Ann S. Stephens écrivent à Myers pour la presser de refuser le divorce, et à McCrillis pour refuser de l'épouser. Afin de convaincre Myers d'accepter le divorce, Griswold lui permet de conserver auprès d'elle sa fille Caroline si elle signe une déposition d'après laquelle elle l'aurait abandonné. Elle accepte, et le divorce est officiellement prononcé le 18 décembre ; il ne semble pas avoir revu Myers ou sa fille, par la suite. McCrillis et Griswold se marient peu après le 26 décembre 1852 et s'installent au 196 West Twenty-third Street, à New York. Leur fils, William, voit le jour le 9 octobre 1853.
Ellet et Stephens continuent à écrire à l'ex-femme de Griswold, la pressant de faire appel du divorce. Myers est finalement convaincue et dépose à Philadelphie le 23 septembre 1853. La cour, cependant, a perdu les documents du divorce et doit reporter l'appel. Ajoutant au trouble de Griswold, cet automne, une fuite de gaz dans sa maison cause une explosion et un incendie. Il est grièvement brûlé, perdant ses cils et sourcils, ainsi que sept de ses ongles. Cette même année, sa fille de quinze ans, Emily, meurt dans le Connecticut. Le train dans lequel elle se trouvait est tombé d'un pont-levis dans un fleuve. Quand Griswold arrive, il découvre 49 corps dans une morgue de fortune. Emily a été déclarée morte quand on l'a arrachée de l'eau mais un docteur pouvait la ranimer. Le 24 février 1856, l'appel du divorce passe devant la cour ; Ellet et Stephens fournissent un long témoignage à charge sur le caractère de Griswold. Ni Griswold ni Myers ne sont présents, et l'appel est renvoyé. Embarrassée par l'épreuve, McCrillis laisse Griswold à New York et s'installe avec sa famille à Bangor (Maine).

### Décès
Griswold meurt de la tuberculose à New York le 27 août 1857. Sarah Anna Lewis, une amie femme de lettres, suggère que l'intervention d'Elizabeth Ellet a aggravé l'état physique de Griswold et qu'elle « a orienté Griswold vers sa mort ». À l'époque de sa mort, les seules décorations qu'on a trouvé dans sa chambre étaient son portrait et ceux de Frances Osgood et de Poe. Un ami, Charles Godfrey Leland, trouve dans les dossiers de Griswold plusieurs documents attaquant un certain nombre d'auteurs que Griswold se préparait à publier. Leland décide de les brûler.
Les funérailles de Griswold ont lieu le 30 août. Le drap mortuaire est porté notamment par Leland, Charles Frederick Briggs, George Henry Moore et Richard Henry Stoddard (en). Ses restes demeurent huit années durant dans le cimetière de Green-Wood, avant d'être inhumés le 12 juillet 1865, sans pierre tombale. Bien que sa bibliothèque de plusieurs milliers de volumes ait été vendue 3 000 $ aux enchères afin d'ériger un monument, aucun ne fut commandé.
Sa correspondance et ses journaux ont été édités en 1898 à Cambridge par son fils William McCrillis Griswold (1853-1899).

## Réputation et influence

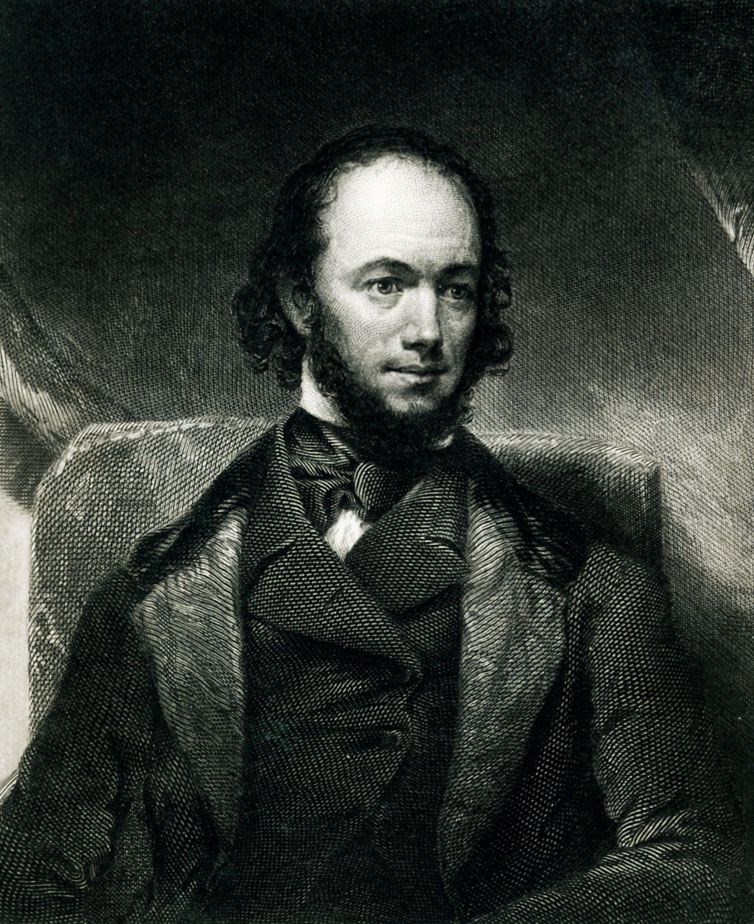
Gravure d'une édition de 1855 de The Poets and Poetry of America

L'anthologie de Griswold The Poets and Poetry of America est la complète du genre à l'époque. Elle l'aide à se bâtir une grande réputation dans les années 1840 et 1850. Sa première édition connaît trois impressions en seulement six mois. Son choix d'auteurs, cependant, a quelquefois l'objet de contestations. Un directeur britannique a critiqué le recueil et conclut : « à deux ou trois exceptions près, il n'y a pas un poète de marque dans toute l'Union » et l'anthologie est, pour lui, « l'acte le plus notable du martyre encore commis dans le service des muses transatlantiques ». Toutefois, le livre est populaire et connaît plusieurs éditions après la mort de Griswold, réalisées par Richard Henry Stoddard.
À une époque plus récente, The Poets and Poetry of America a été qualifié de « cimetière des poètes » car les auteurs compris dans son anthologie ont depuis sombré dans l’obscurité, comme l'écrit l'historien littéraire Fred Lewis Pattee : « morts... au-delà de toute résurrection ». Pattee qualifie également l'ouvrage de « recueil de camelotes poétiques » et de « volumineuse vanité ».
Dans la scène littéraire américaine contemporaine, Griswold était considéré comme un auteur capricieux, dogmatique, prétentieux et vindicatif. Des anthologies plus tardives comme Prose Writers of America et Female Poets of America ont contribué à forger son image de dictateur littéraire, dont les auteurs cherchaient l'approbation, tout en redoutant son pouvoir grandissant. Toujours selon eux, cependant, plusieurs auteurs ont exprimé leur opinion sur le caractère de Griswold. Un ami le considérait comme l'« un des hommes les plus irritables et vindicatifs que j'aie jamais rencontré ». Ann S. Stephens le considérait comme double et « constitutionnellement incapable de dire la vérité ». Une critique de l'une des anthologies de Griswold, publiée anonymement dans le Saturday Museum de Philadelphie le 28 janvier 1843, mais passant pour avoir été écrite par Poe demande : « Quel sera le destin [de Griswold]? Oublié, sauvé seulement par ceux qu'il a injurié et insulté, il tombera dans l'oubli, sans laisser un point de repère pour dire qu'il a un jour existé ; ou s'il en est parlé plus tard, il sera cité comme le serviteur infidèle qui abusa de sa confiance. »
James Russell Lowell, qui a appelé en privé Griswold « un trou du cul et, ce qui est pire, un filou », compose une strophe sur le tempérament de Griswold dans sa satirique Fable pour les critiques :
| But stay, here comes Tityrus Griswold, and leads on The flocks whom he first plucks alive, and then feeds on — A loud-cackling swarm, in whose feathers warm dressed He goes for as perfect a — swan as the rest. |  |
| |  |

Griswold était l'un des tout premiers partisans de l'enseignement dans les classes de la poésie américaine aux côtés de la poésie anglaise. L'une de ses anthologies, Readings in American Poetry for the Use of Schools, a été écrite spécialement dans ce but. Sa connaissance de la poésie américaine a été soulignée par le fait qu'il affirmait avoir lu toute la poésie américaine publiée avant 1850 — estimée à 500 volumes. « Il a plus de patriotisme littéraire, si la phrase est permise... qu'aucune autre personne que nous ayons jamais connue », écrit un contributeur du Graham's. « Depuis que les pèlerins ont débarqué, aucun homme ou femme n'a écrit n'importe quoi sur n'importe quel sujet qui ait échappé à ses infatigables recherches. » Dans les années 1850, son nationalisme littéraire avait quelque peu décliné, et il commençait à suivre la tendance plus populaire de son temps, qui s'intéressait à la littérature venue d'Angleterre, de France et d'Allemagne.
Griswold a publiquement soutenu l'établissement d'un copyright international, bien qu'il ait lui-même souvent piraté des œuvres entières durant sa carrière de rédacteur en chef, en particulier avec The Brother Jonathan. Un directeur contemporain a dit de lui : « Il tire avantage d'un état de choses qu'il déclare être "immoral, injuste et inique", et, dans le même temps qu'il sermonne le plus fort, est le plus prompt à détourner. » Pourtant, il est choisi pour représenter l'industrie de l'édition devant le Congrès au printemps 1844 pour discuter la nécessité d'une loi sur le copyright.

## Relations avec Poe

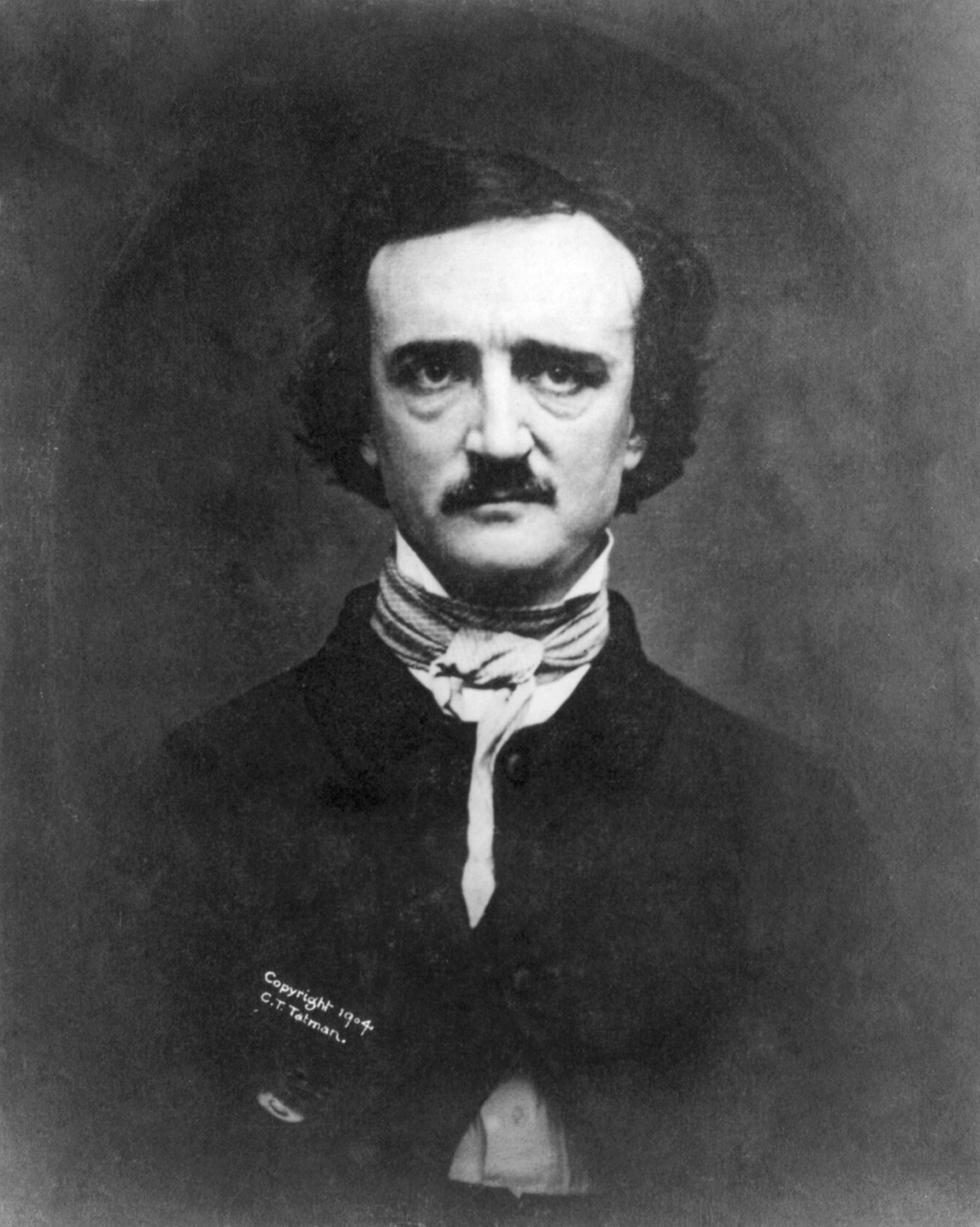
Daguerréotype d'Edgar Allan Poe en 1848, à l'âge de 39 ans, un an avant sa mort.

Griswold rencontre pour la première fois Edgar Allan Poe à Philadelphie en mai 1841 tandis qu'il travaille pour le Daily Standard. Au début, leurs relations sont cordiales, au moins superficiellement. Dans une lettre datée du 29 mars 1841, Poe envoie plusieurs poèmes pour son anthologie The Poets and Poetry of America, écrivant qu'il serait fier de voir « un ou deux d'entre eux dans le livre ». Griswold en insère trois : Coliseum, The Haunted Palace et The Sleeper. En novembre de cette année, Poe, qui avait précédemment loué Griswold dans sa série « Autographe » comme « un gentleman d'un goût excellent et d'un jugement sûr », rédige une étude critique de l'anthologie, sur la défense de Griswold. Griswold paie Poe pour l'étude et use de son influence pour la faire publier dans un périodique de Boston. La critique est généralement favorable, encore que Poe s'interroge sur l'inclusion de certains auteurs et l'omission d'autres. Poe note également que Griswold « a favorisé à l'excès » les auteurs de Nouvelle-Angleterre Griswold s'était attendu à un éloge plus franc, mais Poe a expliqué en privé qu'il n'avait pas été particulièrement impressionné par le livre, le qualifiant même de « plus scandaleuse escroquerie » dans une lettre à un ami. Dans une autre lettre, cette fois à l'écrivain Frederick W. Thomas, Poe suggère que la promesse de Griswold de l'aider à obtenir la publication de la critique est en fait un dessous de table pour une critique favorable, sachant que Poe a besoin d'argent.
Leurs relations se tendent quand, quelques mois plus tard, Griswold est embauché par George Rex Graham pour occuper l'ancienne place de Poe comme rédacteur en chef du Graham's Magazine. Griswold, en effet, est payé davantage et contrôle davantage la ligne éditoriale que Poe. Peu après, Poe commence à donner une série de lectures baptisées « les Poètes et la poésie d'Amérique », la première ayant lieu à Philadelphie le 25 novembre 1843. Poe attaque d'emblée Griswold devant un large public, ce qu'il continue à faire lors de lectures ultérieures. Graham affirme que, durant ces lectures, Poe « a donné à Mr. Griswold quelques tapes sur les articulations assez fortes pour qu'il s'en souvienne ». Dans une lettre datée du 16 janvier 1845, Poe tente de se réconcilier avec Griswold, lui promettant de retirer de sa lecture tout ce que Griswold trouvait condamnable.
À l'origine de l'animosité qui a animé les deux hommes, on trouve également la compétition qui les a opposés pour obtenir l'attention de la poétesse Frances Sargent Osgood au milieu de la fin des années 1840. Alors qu'Osgood et Poe était l'un et l'autre mariés, ils ont montré en public les signes d'une amitié amoureuse qui a conduit à bien des commérages dans les milieux littéraires. Griswold, qui était tombé sous le charme d'Osgood, l'escortait dans les salons littéraires et était devenu son défenseur le plus loyal. « Elle est en toutes choses la femme la plus admirable que j'aie jamais connue », écrivit-il à l'éditeur James Thomas Fields en 1848. Osgood lui répondit en lui dédicaçant un recueil de ses poèmes, « comme un souvenir d'admiration pour son génie, de respect pour son caractère généreux et de gratitude pour ses conseils littéraires de valeur ».

### La nécrologie de «Ludwig»
Après la mort de Poe, Griswold rédige une nécrologie signée du pseudonyme « Ludwig ». Imprimée pour la première fois le 9 octobre 1849 dans les colonnes du New York Tribune, elle a été maintes fois reproduite. À l'intérieur, il affirme que « peu seront peinés » par la mort de Poe, qui aurait eu peu d'amis. Il prétend que Poe errait souvent par les rues, dominé par « la folie ou la mélancolie », marmonnant et se maudissant, qu'il était facilement irrité, envieux à l'égard des autres et qu'il « regardait la société comme peuplée de bandits ». La route de Poe vers le succès, écrit Griswold, s'expliquerait parce qu'il recherchait « le droit de mépriser un monde qui écorchait sa vanité ». De nombreux éléments de cette présentation de Poe ont été copiés presque mot pour mot dans le portrait que fait Edward Bulwer-Lytton de Francis Vivian dans son roman The Caxtons.
Biographe de Griswold, Joy Bayless écrit que Griswold n'a pas employé un pseudonyme pour cacher ses liens avec la nécrologie, mais parce qu'il était dans ses habitudes de ne pas signer ses contributions dans les journaux et les magazines. Toutefois, la véritable identité de l'auteur de la nécrologie a été rapidement révélée. Dans une lettre à Sarah Helen Whitman datée du 17 décembre 1849, il admet son rôle dans la rédaction de l'avis de décès de Poe. « Je n'étais pas son ami, ni lui le mien », écrit-il.

### Le Mémoire
Griswold a affirmé que « parmi les dernières volontés de Mr. Poe », il y avait celle qu'il devienne son exécuteur littéraire « au bénéfice de sa famille ». D'après lui, Maria Clemm, tante et belle-mère de Poe, aurait dit que Poe avait fait une telle déclaration le 9 juin 1849 et qu'elle-même aurait renoncé à tout droit de regard sur l'œuvre de Poe. De fait, il existe un document dans lequel Maria Clemm donne procuration à Griswold, datée du 20 octobre 1849, mais qu'aucun témoin n'a signée. Toutefois, Clemm n'avait pas le droit de prendre une telle décision, Rosalie, la jeune sœur de Poe, étant sa parente la plus proche. Bien que Griswold ait servi d'agent littéraire à d'autres auteurs américains, il paraît peu évident que Poe ait réellement pu nommer Griswold comme son exécuteur (à moins qu'il ne fût motivé par son Démon de la perversité), et il peut s'agir d'un tour de Griswold ou d'une erreur de Maria Clemm. Il est également possible que Osgood ait convaincu Poe de nommer Griswold comme son exécuteur.
Quoi qu'il en soit, Griswold participe, avec James Russell Lowell et Nathaniel Parker Willis, à l'édition d'un recueil posthume des œuvres de Poe en trois volumes lancé en janvier 1850, dont il n'a partagé les profits avec aucun des parents survivants de Poe. Cette édition comprend une notice biographique, intitulée « Mémoire de l'auteur », devenue tristement célèbre pour ses inexactitudes et sa mauvaise foi. Le « Mémoire » dépeint Poe comme un fou, dépendant aux drogues et chroniquement saoul. De nombreux éléments ont été fabriqués par Griswold qui emploie des lettres contrefaites pour prouver ses assertions. L'œuvre de diffamation est dénoncée par ceux qui ont connu Poe, en particulier Sarah Helen Whitman, Charles Frederick Briggs et George Rex Graham. En mars, Graham publie dans son magazine un avis accusant Griswold d'abuser de la confiance des gens et de prendre sa revanche sur les morts. « Mr. Griswold, écrit-il, a permis à de vieux préjugés et à de vieilles inimitiés de voler... dans la couleur de son portrait. » Thomas Holley Chivers écrit un ouvrage titré Nouvelle vie d'Edgar Allan Poe qui répond directement aux accusations de Griswold. Il explique que Griswold « n'est pas seulement incompétent pour éditer aucune des œuvres [de Poe], mais totalement inconscient des devoirs qui lui incombe, ainsi qu'à tout homme, en tant qu'exécuteur littéraire, envers le mort ».
Aujourd'hui, le nom de Griswold est généralement associé à celui de calomniateur de Poe, bien que certains aient refusé d'admettre que Griswold ait délibérément voulu faire le mal. Parmi les mensonges de Griswold, on trouve l'affirmation suivant laquelle Poe aurait été expulsé de l'Université de Virginie et que Poe aurait tenté de séduire la seconde épouse de son beau-père, John Allan, présenté comme la victime d'un fils adoptif ingrat. Toutefois, les attaques de Griswold ont surtout contribué à attirer l'attention sur l'œuvre de Poe ; nombre de lecteurs ont été ravis à l'idée de lire les œuvres d'un homme sentant le soufre. Le portrait que Griswold dresse de Poe et ses informations mensongères se sont retrouvées dans l'essentiel des biographies consacrées à Poe pendant plus de deux décennies.

## Œuvres
Anthologies
- Biographical Annual (1841)[100]
- The Poets and Poetry of America (1842, première de nombreuses éditions)[15]
- Gems from American Female Poets (1842)[70]
- Readings in American Poetry for the Use of Schools (1843)[70]
- Curiosities of American Literature (1844)[70]
- The Poets and Poetry of England in the Nineteenth Century (1844)[101]
- The Prose Works of John Milton (1845)[102]
- The Poets and Poetry of England (1845)[100]
- Poetry of the Sentiments (1846)[100]
- Scenes in the Life of the Savior (1846)[100]
- Prose Writers of America (1847)[100]
- Female Poets of America (1848)[100]
- The Sacred Poets of England and America (1848)[100]
- Gift Leaves of American Poetry (1849)[100]
- Poetry of the Flowers (1850)[100]
- The Gift of Affection (1853)[100]
- Gift of Flowers, or Love's Wreath (1853)[100]
- Gift of Love (1853)[100]
- Gift of Sentiment (1854)[100]

Poésie
- The Cypress Wreath: A Book of Consolation (1844)[100]
- Illustrated Book of Christian Ballads (1844)[100]

Œuvre non romanesque
- The Republican Court or, American Society in the Days of Washington (1854)

## Sources
- (en) Cet article est partiellement ou en totalité issu de l’article de Wikipédia en anglais intitulé « Rufus Wilmot Griswold » (voir la liste des auteurs).
- Joy Bayless, Rufus Wilmot Griswold: Poe's Literary Executor, Nashville, Vanderbilt University Press, 1943
- Richard Beale Davis (dir.), Chivers' Life of Poe, New York, E. P. Dutton & Co., Inc, 1952
- Jerome Loving, Walt Whitman: The Song of Himself, University of California Press, 1999  (ISBN 0520226879)
- Jeffrey Meyers, Edgar Allan Poe: His Life and Legacy, New York, Cooper Square Press, 1992  (ISBN 0815410387)
- Sidney P. Moss, Poe's Literary Battles: The Critic in the Context of His Literary Milieu, Southern Illinois University Press, 1969
- Fred Lewis Pattee, The First Century of American Literature: 1770–1870, New York, Cooper Square Publishers, 1966
- Arthur Hobson Quinn, Edgar Allan Poe: A Critical Biography, Baltimore, The Johns Hopkins University Press, 1998  (ISBN 0801857309)
- Kenneth Silverman, Edgar A. Poe: Mournful and Never-ending Remembrance, New York, Harper-Perennial, 1991  (ISBN 0060923318)
- Dawn B. Sova, Edgar Allan Poe: A to Z, New York, Checkmark Books, 2001  (ISBN 081604161X)